# 嵇應科
嵇應科（1540年—？），字文甫，號東峯，直隸常州府武進縣民籍，無錫縣人，明朝政治人物。

## 生平
隆慶元年（1567年）丁卯科應天府鄉試第一百一名，會試第六十二名，萬曆二年（1574年）登甲戌科進士第三甲第二百二十三名。四年同考順天府鄉試，拔取張居正之子張嗣修等人，歷官兵部员外郎，十二年三月被御史丁此吕疏論器度猥鄙，被調外任。

## 家族
曾祖父嵇祥；祖父嵇浩；父嵇大有。母吳氏。慈侍下。弟應元。